# (300192) 2006 WW87
(300192) 2006 WW87 es un asteroide perteneciente al cinturón de asteroides descubierto el 18 de noviembre de 2006 por el equipo del Mount Lemmon Survey desde el Observatorio del Monte Lemmon, Arizona, Estados Unidos.

## Designación y nombre
Designado provisionalmente como 2006 WW87.

## Características orbitales
2006 WW87 está situado a una distancia media del Sol de 3,153 ua, pudiendo alejarse hasta 3,867 ua y acercarse hasta 2,439 ua. Su excentricidad es 0,226 y la inclinación orbital 11,16 grados. Emplea 2045,68 días en completar una órbita alrededor del Sol.

## Características físicas
La magnitud absoluta de 2006 WW87 es 15,8. Tiene 5,434 km de diámetro y su albedo se estima en 0,022. 